# Ensemble scolaire Saint-Gabriel
 (juin 2017).
Si vous disposez d'ouvrages ou d'articles de référence ou si vous connaissez des sites web de qualité traitant du thème abordé ici, merci de compléter l'article en donnant les références utiles à sa vérifiabilité et en les liant à la section « Notes et références ».
L 'Ensemble scolaire Saint-Gabriel (anciennement collège Notre-Dame des Carmes et lycée Saint-Gabriel) est un établissement d'enseignement supérieur, secondaire, primaire et maternel situé à Pont-l'Abbé, dans le Finistère-Sud.
Créé en 1894 par la communauté des Frères de Saint-Gabriel, il voit son bâtiment principal, réquisitionné en 1940 et transformé en caserne pour les armées de la Wehrmacht, devenir kommandantur, puis prison, et être le théâtre de la fusillade d'un résistant Franc-tireur et partisan bigouden et du maire de Plomeur, en juin 1944.
Durant le XXe siècle,  la communauté joue un rôle central d'éducation à Pont-l'Abbé et dans le pays Bigouden, par la création d'écoles primaires dans de nombreuses villes de ce territoire, telles Lesconil, Plonéour-Lanvern, Loctudy, Landudec, l'Île Chevalier, Plogastel-Saint-Germain ou encore Guilvinec. A la fin du siècle, son lycée professionnel est notamment réputé pour la formation « transports routiers » qu'il propose.
Depuis septembre 2015, l'ensemble scolaire accueille également en son sein l'Institut de formation des aide-soignants de l'hôtel-Dieu de Pont-l'Abbé.

## Histoire

### La loi sur les congrégations de 1901 et le tournant de 1903
La loi du 1er juillet 1901 met en place la possibilité pour tout un chacun de fonder une association. Néanmoins, cette loi précise deux particularités concernant les congrégations religieuses : chaque congrégation est soumise à l'autorisation du parlement et également à celle du gouvernement français. Le 18 mars 1903, le parlement rejette la demande d'autorisation formulée par la congrégation des Frères de Saint-Gabriel, rejet confirmé par un décret gouvernemental le 9 avril suivant. Dès lors, la congrégation ne peut rien posséder, rien acquérir et ses biens deviennent propriété de l'Etat. Dans la foulée, le 15 avril 1903, la congrégation réunit un chapitre général, qui, après moult tergiversations, décide le 18 avril, par 29 voix contre 5, la résistance passive par la création d'un « billet de sécularisation ». Ce billet déclare les Frères relevés de leurs vœux, et donc à l'abri de toute poursuite judiciaire. En échange, le chapitre souhaite que les « anciens Frères » demeurent dans la mesure du possible dans leur école, en poursuivant l'œuvre éducative comme laïcs. Dans l'esprit du chapitre, ce billet est religieusement fictif mais civilement réel. Néanmoins, pour éviter les fuites concernant ce stratagème, son usage ne peut être clairement explicité par écrit. Ainsi, quelque 436 frères quittent à ce moment-là la congrégation.
Quoique l'on puisse penser de ces décisions, elles permettent à l'établissement de Pont-l'Abbé de survivre. Le directeur en poste au pensionnat Saint-Gabriel, Frère Jean Climaque se refuse à jouer cette comédie du billet de sécularisation et préfère s'exiler en Belgique en juillet 1903. En revanche, Frère Jourdain accepte la sécularisation et, sous son propre nom de Edmond Nouelle, reprend la direction de l'établissement à la fin de l'été 1903.

### La Première Guerre mondiale

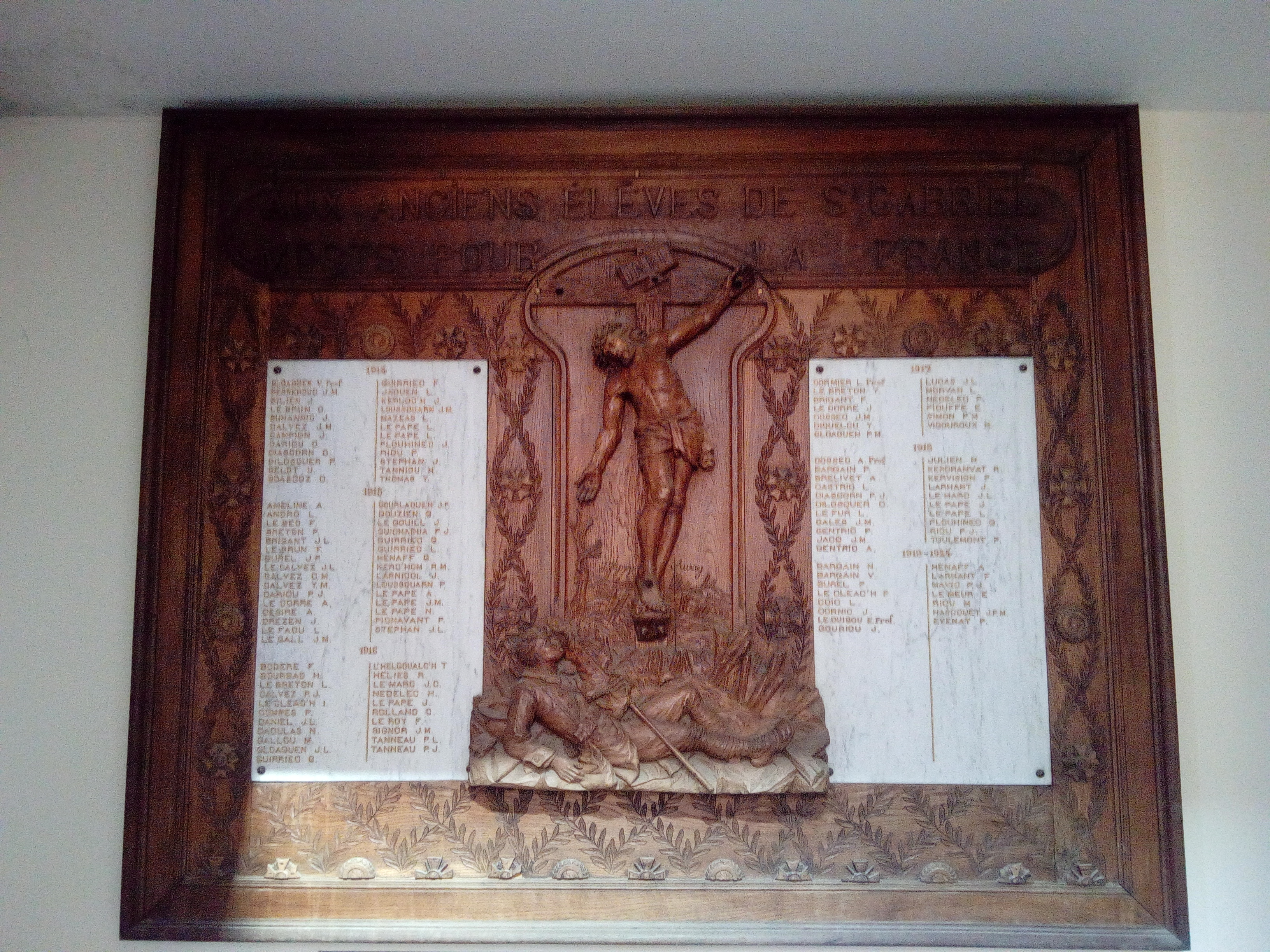
Monument en hommage aux victimes de la Première Guerre mondiale (professeurs ou anciens élèves de Saint-Gabriel), visible à l'intérieur du centre spirituel

C'est Pierre Colas, directeur depuis 1910, qui gère la difficile période entre 1914 et 1919, notamment car il est trop âgé pour être mobilisé. Neuf enseignants sont mobilisés, le pensionnat réquisitionné, puis transformé en hôpital militaire. L'école se voit donc déplacée au patronage. 
À la fin du conflit, le bilan est assez terrible pour l'école, qui compte 125 professeurs ou élèves de l'établissement pont-l'abbiste tombés au champ d'honneur. Dix ans plus tard, le 9 avril 1928, un hommage leur est rendu par l'érection d'un monument portant le nom de ces victimes de la guerre, monument aujourd'hui visible à l'intérieur de l'entrée Ouest du centre spirituel, ancienne chapelle construite en 1932.
Pierre Colas, épuisé par ces années éprouvantes, ne peut commencer l'année scolaire 1919, doit s'aliter et décède à Saint-Laurent-sur-Sèvre, le 27 novembre 1919, peut-être de la grippe espagnole. Lui succède alors Jean-Louis Milcent, jusqu'à sa mort en 1926.

### L'établissement pendant l'Occupation (1940-1944)
Devant la situation du pays face à la mobilisation de jeunes soldats dès septembre 1939, puis face à l'avancée allemande, à la déroute des armées françaises lors de la bataille de France et aux restrictions en tout genre, le directeur de l'école, Henri Buton (frère Stanislas-Marie), décide d'écourter l'année et ferme l'établissement le 15 juin 1940.
Le 22 juin 1940, l'armistice entre la France est l'Allemagne est signé, conformément à la demande formulée par le président du conseil, Philippe Pétain, le 17 juin précédent. Pont-l'Abbé est donc située en zone occupée, bien que la souveraineté française s'exerce (de plus en plus théoriquement au fur et à mesure que l'on avance dans le temps) sur tout le territoire. La population doit donc composer à la fois avec les autorités d'occupation et les autorités françaises.

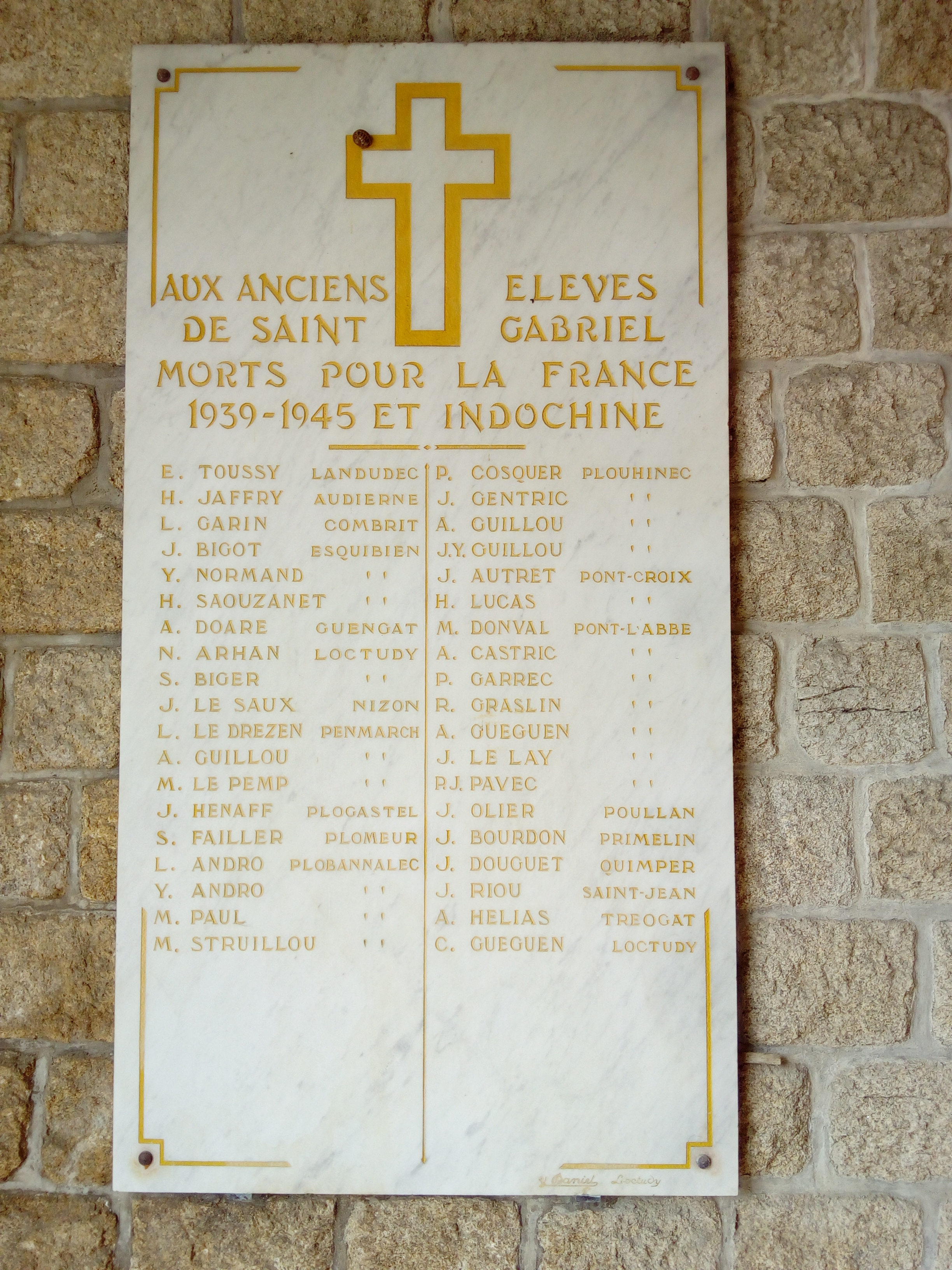
Plaque commémorative placée à l'intérieur du porche central d'accès à l'ancienne chapelle de l'établissement, aujourd'hui centre spirituel. Y figure le nom des victimes du second conflit mondial et de la guerre d'Indochine

En juillet 1940, les Allemands parachèvent l'invasion du territoire métropolitain, maintenant rendue légale par les clauses de l'armistice du 22 juin, et s'installent, dans la nuit du 2 au 3 juillet (vers 2 heures du matin), à Pont-l'Abbé, dans l'établissement Saint-Gabriel, qu'ils transforment en caserne. Près de 200 soldats de la Wehrmacht y résident. C'est Demêtre Le Bot (Frère Anaclet) qui hérite alors de la lourde charge de gérer l'établissement et l'accueil des élèves lors de la rentrée d'octobre 1940, puisque l'occupant laisse simplement à disposition de l'école le réfectoire, un dortoir (vidé de ses lits, dont les matelas sont transportés vers l'Allemagne) et la chapelle. Bien sûr, les salles sont vides de tout mobilier, utilisé comme combustible pour les cuisines roulantes des armées d'occupation. Sur les 300 élèves accueillis, 120 sont pensionnaires et se partagent l'exiguïté d'un dortoir pour 80 d'entre eux, les 40 autres occupant un bout du réfectoire. Anticipant la situation, Frère Anaclet écrit dès septembre 1940 aux autorités françaises à la préfecture, ainsi qu'aux autorités allemandes. Malgré le bon de réquisition signé de la Kommandantur et l'aval du préfet, respectivement les 16 et 18 septembre, le maire de Pont-l'Abbé, Charles Le Bastard, radical-socialiste, refuse de céder une salle laïque à une institution religieuse. Ainsi, pendant le conflit, « Les cours ont lieu en ville, en huit endroits différents, dont la salle Kerloc’h, le magasin Filet Bleu, la maison Perrussel, le nouveau patro de la J.A.... »

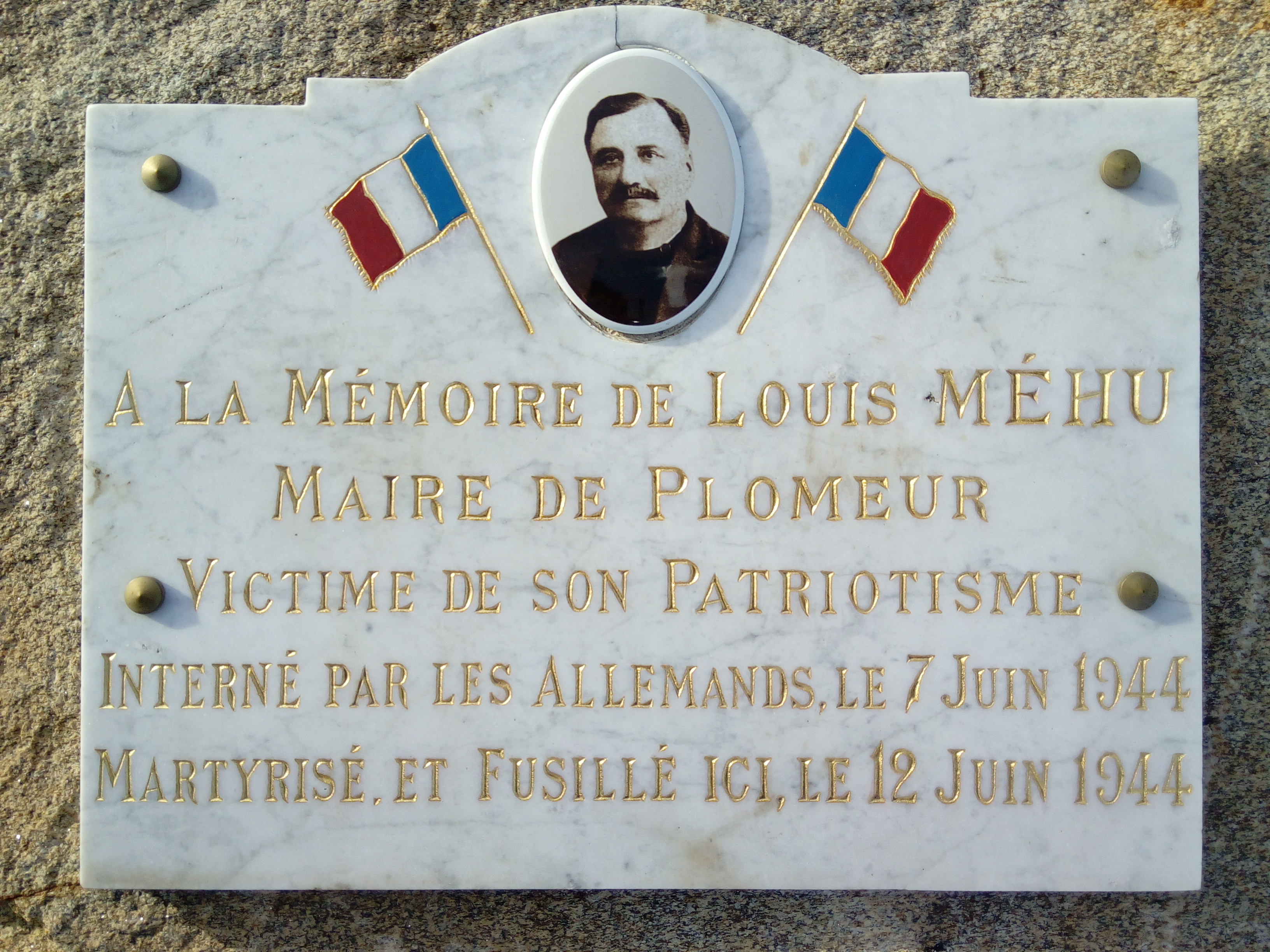
Plaque en hommage à Louis Méhu, maire de Plomeur, tué par les Allemands en juin 1944 dans l'établissement transformé en prison

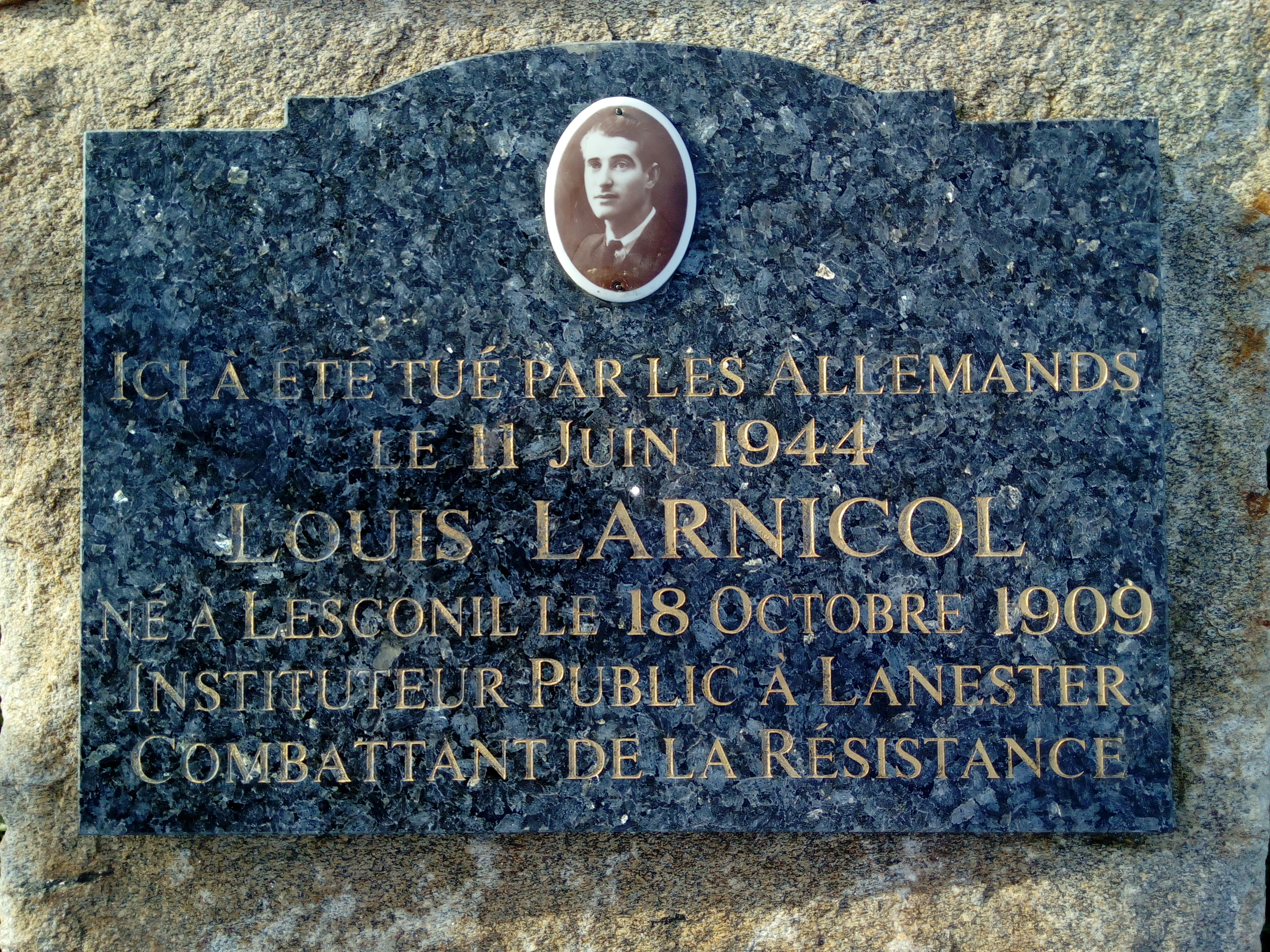
Plaque en hommage à Louis Larnicol, résistant, tué par les Allemands en juin 1944 dans la prison

Le 27 mars 1942, l'opération Chariot détruit certaines infrastructures vitales pour les armées d'occupation dans le port de Saint-Nazaire, rendant impossible toute réparation de cuirassés allemands sur l'Atlantique. Cela n'est pas sans conséquence pour l'établissement gabriéliste de Pont-l'Abbé, qui passe de caserne à kommandantur, les Allemands renforçant considérablement les infrastructures et la surveillance du mur de l'Atlantique à la suite de ce succès des Alliés.

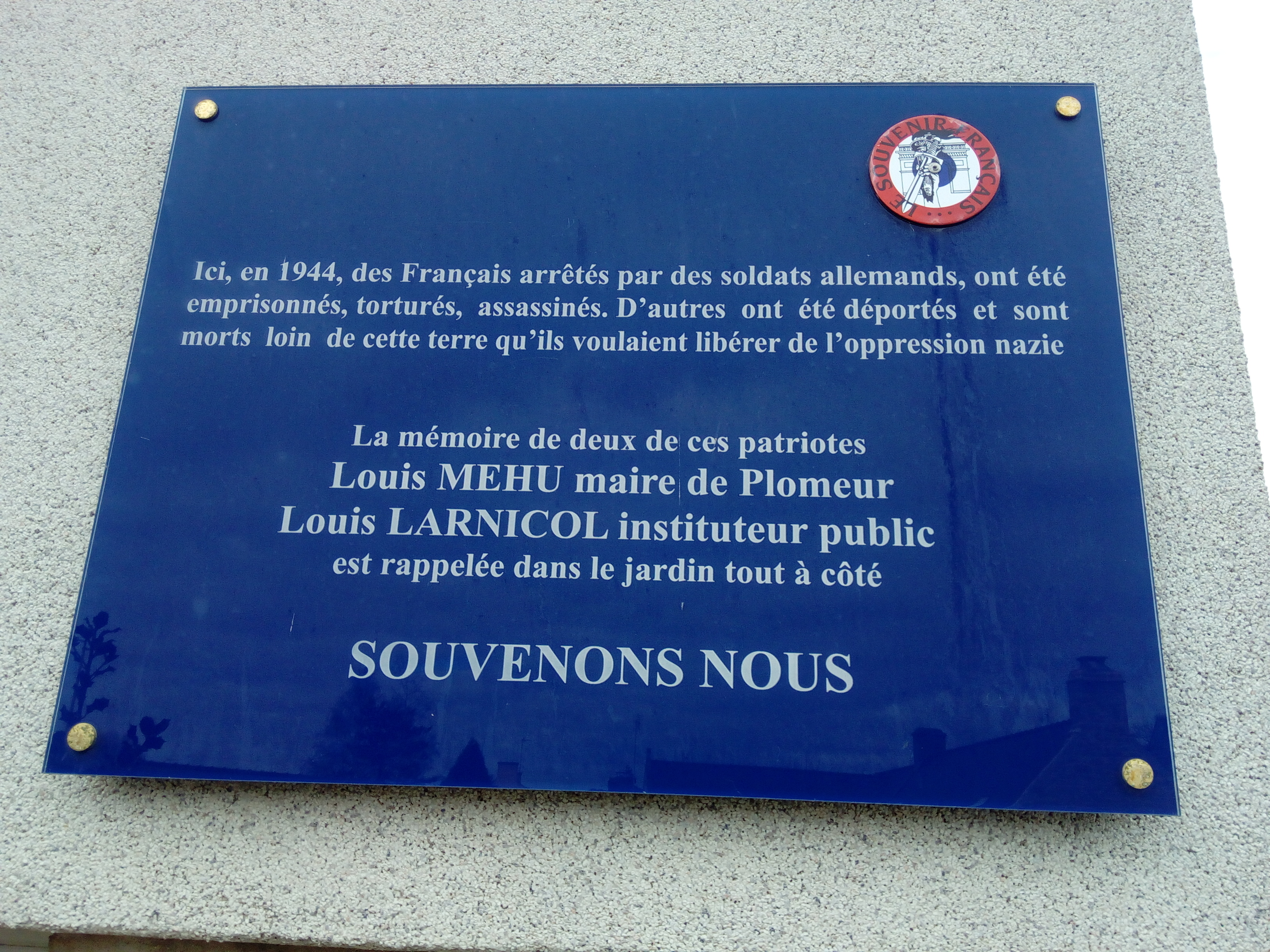
Plaque commémorative des horreurs perpétrées dans l'école en 1944, visible sur la façade de l'école primaire Notre-Dame Des Carmes, construite en 1995 sur l'emplacement de l'ancien bâtiment, transformé pendant quelques mois en prison

Plus tard, après le 6 juin 1944, cette kommandantur est transformée en prison, renfermant les résistants bigoudens capturés. Environ cinquante d'entre eux transitent par cette prison. Les 11 et 12 juin probablement, sans que l'on en connaisse les motifs précis, sont tués Louis Larnicol, instituteur laïc originaire de Plobannalec, en poste à Lorient, mais réfugié chez son oncle bigouden, car membre recherché des Francs-tireurs et partisans, puis Louis Méhu, maire de Plomeur, otage exécuté sans doute en représailles à l'action des résistants qui occupent la commune qu'il dirige. L'impact des balles sur les murs et le parquet rougi du sang de ces deux victimes marqueront longtemps les esprits des collégiens par la suite. Parmi les autres prisonniers, quinze, originaires de Lesconil, sont condamnés en cour martiale et fusillés par les Allemands près de la Pointe de la Torche, les 15 et 23 juin 1944.
Quelques années après la fin des hostilités, une plaque commémorative des victimes de la Seconde Guerre mondiale et de la Guerre d'Indochine est installée à l'intérieur du porche d'entrée de la chapelle. Sur l'ancienne prison, redevenue collège, figurent deux plaques évoquant la double tragédie du mois de juin 1944. Lors de la destruction du bâtiment à la fin du XXe siècle, ces deux plaques, en accord avec les familles, sont enlevées et placées dans un petit jardin près du centre spirituel, à quelques mètres de l'endroit ou se dressait le vieil édifice.

### L'après guerre
La situation du pays et les événements douloureux que connaît l'établissement entre 1940 et 1944 font que l'anniversaire du cinquantenaire de sa fondation est célébré en 1946, avec deux ans de retard.
En 1970, Saint-Gabriel et Notre-Dame-des-Carmes s'unissent pour ne former qu'un seul établissement scolaire.

## Situation actuelle

### Le lycée d'enseignement général
En septembre 2021, le lycée obtient la nouvelle spécialité nommée EPPCS, éducation physique, pratiques et cultures sportives.

## Liste des directeurs
Source = Robert Baud, encart photos après la page 256 de son ouvrage (voir bibliographie)
- 1894 1900 : Frère Jean de Kenty
- 1900 1903 : Frère Jean Climaque

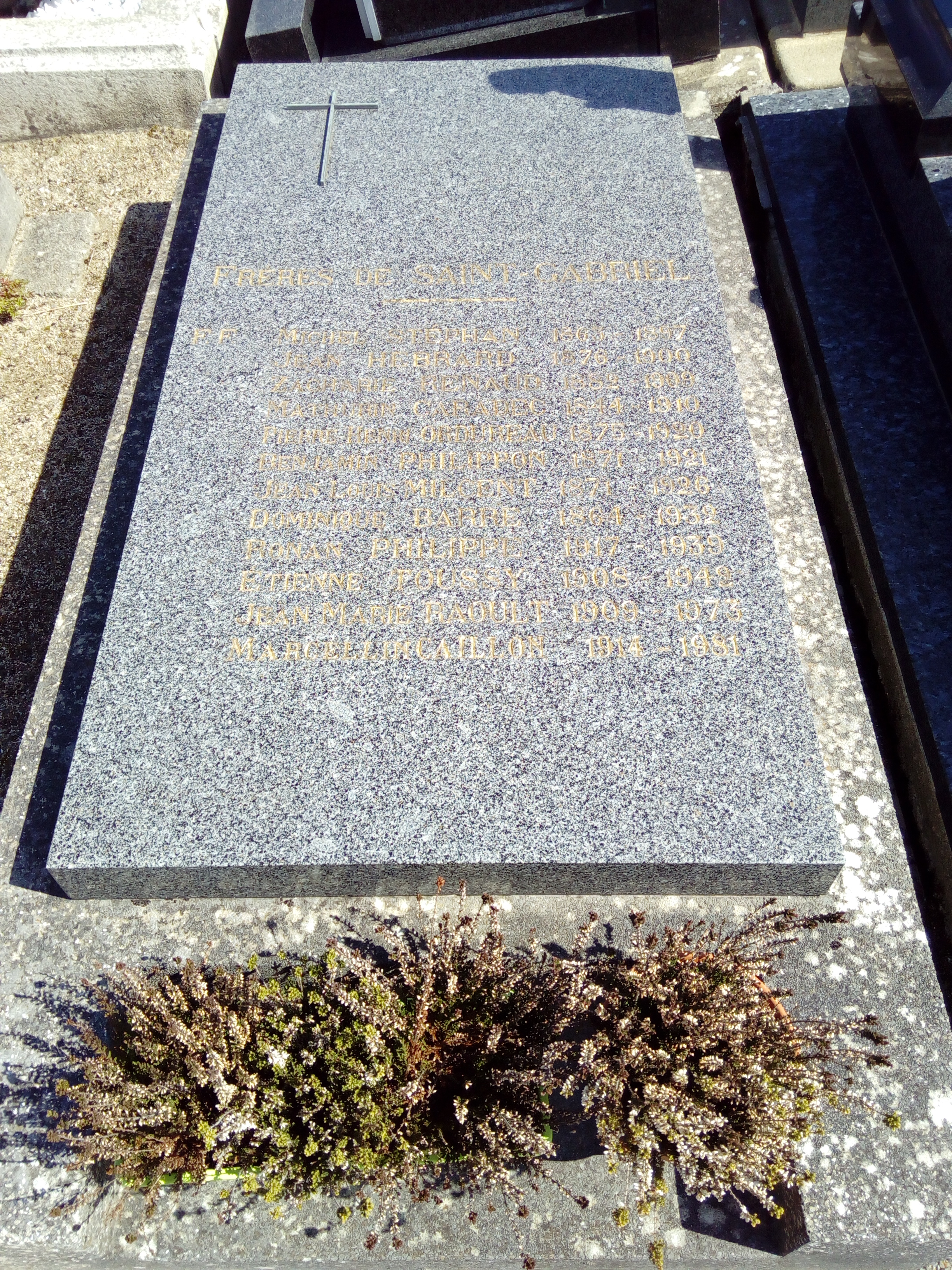
Tombe des frères de Saint-Gabriel au cimetière de Pont-l'Abbé ; douze y sont inhumés, dont le Frère Milcent, mort en poste en 1926, et le frère Caillon, enseignant dans l'établissement jusqu'à son décès

- 1903 1909 : Edmond Nouelle (Ex frère Jourdain, sécularisé, ce qui lui permet de diriger l'école malgré la loi sur les congrégations de 1901, confortée par celle du 7 juillet 1904, supprimant les congrégations enseignantes. Les lois du 3 septembre 1940 et du 8 avril 1942, confirmées à la Libération, abrogent la loi du 7 juillet 1904 et assouplissent quelque peu celle de 1901, mais, entre les deux guerres, les frères gardent officiellement leur nom "civil")
- 1909 1910 : Alphonse-Nicolas Hirschaouer (Frère Stanislas Kostka)
- 1910 1919 : Pierre Colas (Frère Gauthier ; pendant la Première Guerre mondiale, le pensionnat est réquisitionné et sert d'hôpital militaire, et neuf enseignants sont mobilisés)
- 1919 1926 : Jean-Louis Milcent (Frère Louis-Marie, décède en poste, est inhumé au cimetière de Pont-l'Abbé)
- 1926 1929 : Dominique Reveau (Frère Jean de La Croix, originaire des Deux-Sèvres, sous directeur du précédent, prend sa relève et souhaite être remplacé par une personnalité du cru)
- 1929 1935 : Pierre Durand (Frère Clovis-Joseph, originaire de Loctudy)
- 1935 1939 : Jean-Marie Gloaguen (Frère Laurent, mobilisé en 1939 avec dix professeur de l'institution, emprisonné entre 1940 et 1945 dans un stalag)
- 1939 1940 : Joseph Derrien (Frère Grignion de Montfort, remplace de fait M. Gloaguen, mobilisé, mais se fait mobiliser à son tour)
- 1939 1940 : Henri Buton (Frère Stanislas-Marie)
- 1940 1946 : Frère Anaclet Le Bot (Démobilisé après l'armistice du 22 juin 1940, il doit administrer l'école, réquisitionnée et occupée par les Allemands entre le 2 juillet 1940 et le 4 août 1944.)
- 1946 1955 : Frère Louis Vigouroux
- 1955 1956 : Frère Jean Troadec
- 1956 1964 : Frère Hervé-Paul Adam
- 1964 1971 : Frère Michel Raimbaut et 1970 1971 : sœur Marie-Madeleine Eveno
- 1971 1977 : Frère Pierre Volant et 1971 1977 : sœur Marie-Madeleine Eveno
- 1977 1980 : Frère Jacques Jaffry (Directeur du collège Saint-Joseph de Guilvinec entre 1949 et 1956, parfois prénommé Gwénaël, son nom de frère) et 1977 1980 : sœur Marie-Madeleine Eveno

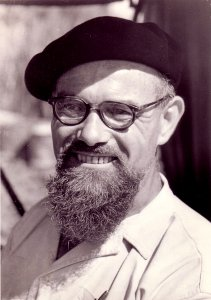
Vincent L'Hénoret

- 1980 1990 : Frère Louis Le Floc'h
- 1990 2001 : Frère Yvan Passebon
- 2001 2016 : Ronan Cariou
- 2016 2021 : Yannick Coulouarn
- Depuis 2021 : Erwann Caroff

## Enseignants
- Patrick Camus, professeur d'arts plastiques (1969-2004), peintre.
- Guy Riou, professeur d'histoire-géographie, bretonnant, présentateur sur France Bleu Breiz Izel[6].
- Robert Gouzien, professeur de Lettres-histoire et de breton (1974-2007)

## Anciens élèves
- Youenn Drezen, écrivain
- Noël Arhan, (1924-1944), résistant
- Vincent L'Hénoret, bienheureux
- Joel Andro, maire de Loctudy de 1983 à 1995
- Yves Monot, évêque catholique de Ouesso au Congo-Brazzaville de 2008 à 2021.
- Serge Duigou, historien[n 8]
- Stéphane Le Doaré, maire de Pont-l'Abbé depuis 2016
- Julien Troadec, mannequin[7]
- Julien Grignon du groupe Outside Duo
- Jessica Le Bleis Mannequin international
- Vincent Andro Champion du monde de Coiffure, Médailler Européen et mondial

## Œuvres d'art
Au lycée d'enseignement général, dans l'ancienne chapelle, transformée en CDI vers 1973, puis en salles de classe après 1995, un mur présente une fresque du peintre belge Eugène De Bie, qu'il aurait réalisé par amitié pour les frères de Saint-Gabriel dans les années 1950, décennie pendant laquelle il résidait à Guilvinec. 
Cette chapelle était également décorée d'un chemin de croix de Xavier de Langlais. En 2007, la congrégation a autorisé le transfert de cette œuvre dans la chapelle Notre-Dame de la Clarté à Combrit Sainte-Marine (Finistère).

## Sources

#### Généralités
- Louis Bauvineau, Histoire des Frères de Saint-Gabriel, Rome, 1994, 613 pages.
- Robert Baud, Les cent ans d'un établissement scolaire bigouden l'école Saint-Gabriel-Notre-Dame des Carmes, 1894-1994, Édition : Pont-L'Abbé : Saint-Gabriel-Notre-Dame des Carmes, 1995, 279 p[1].
- Yann Celton, Samuel Gicquel, Frédéric Le Moigne, Yvon Tranvouez, (sous la direction de),  Dictionnaire des lycées catholiques de Bretagne, PUR, 2018, 656 p., p. 403 à 405., et p. 237 pour la Seconde Guerre mondiale.

#### Seconde Guerre mondiale
- Serge Duigou, Annick Fleitour, Pont-l'Abbé : au cœur du Pays Bigouden, éditions Palatines, 2009, 191 p. Voir les pages 62 et 63 intitulées : Saint-Gabriel pendant la guerre.
- Gaëlle Samson, Un canton du Finistère dans la Seconde Guerre mondiale : Pont-L’Abbé face à l’occupation allemande, 1939 -1944, Mémoire de maîtrise d'histoire, Université de Bretagne occidentale, 2000, 221 pages.
- Georges-Michel Thomas, Alain Le Grand, Le Finistère dans la guerre, tome 1, L'Occupation, Éditions de la Cité, 1980, 429 p., et tome 2, La Libération, Éditions de la Cité, 1981, 569 p.

#### Autres écoles bigoudènes
Jean Péron, Ecole Saint-Tudy, 1939 - 1988, imprimerie Hélio-Plans, Pont-l'Abbé, 1988, 32 p. 

#### Littérature
Youenn Drezen, L'école du Renard,  Paris, éd. Jean Picollec, 1986 pour la version française, traduite par Pierre-Jakez Hélias.

### Sitographie
- Histoire de Saint-Gabriel par le frère Jean Péron
- Saint-Gabriel sous l’Occupation, les rafles, les exécutions, par Alain Le Grand